# Eduard Killias
Eduard Wolfgang Killias (* 1. März 1829 in Chur; † 14. November 1891 ebenda) war ein Schweizer Arzt und Naturforscher. Sein  botanisches Autorenkürzel lautet „Killias“.

## Leben und Wirken
Killias war der Sohn des Eisenbahnpioniers Wolfgang Killias und dessen Ehefrau Emilie (geb. Herrli); er hatte noch drei Geschwister.
Er besuchte das Gymnasium in Chur. Danach studierte er Medizin in Zürich, Bern, Tübingen, Prag und Wien. 1852 erfolgte die Promotion in Medizin und Chirurgie. Ab 1852 arbeitete er als Stadtarzt in Chur, später als Kurarzt in Le Prese und ab 1864 als Kurarzt in Tarasp / Vulpera. 1857 heiratete er Sophie Würth.
Als wichtigstes botanisches Schaffen ist wohl die Erforschung der Flora des Unterengadins zu erwähnen, die er in seiner Flora des Unterengadins festhielt. Sein angelegtes Herbarium wird heute im Herbarium Rhaeticum in Chur aufbewahrt.

## Mitgliedschaften
- 1886–1891: Mitglied der Eidgenössischen Prüfungskommission für Medizinalprüfungen der Universität Zürich
- 1856, 1859–1891: Präsident der Naturforschenden Gesellschaft Graubündens.
- 1891-Tod: Vizepräsident der Naturforschenden Gesellschaft Graubündens.
- Vizepräsident der Historisch-Antiquarischen Gesellschaft Graubündens.
- 1877: Gründungsmitglied der Bündner Hilfsgesellschaft für geistig Kranke.
- Gründungsmitglied der Sektion Rhätia des Schweizerischen Alpenclubs.
- Gründungsmitglied der Ornithologischen Gesellschaft Graubündens.
- 1862–64, 1888–1891: Präsident der Bündnerischen Ärztegesellschaft.

## Werke
- Verzeichniss der bündnerischen Laubmoose. — Jahresbericht der Naturforschenden Gesellschaft Graubündens n. F. 4: 77–134. (1859).
- Beiträge zur rhätischen Flora. — Jahresbericht der Naturforschenden Gesellschaft Graubündens n. F. 5: 71–81. (1860).
- Zweiter Nachtrag zu den Moos- und Flechtenverzeichnissen. — Jahresbericht der Naturforschenden Gesellschaft Graubündens n. F. 6: 245–251. (1861).
- Laubmoose (unter: Beiträge zur bündnerischen Kryptogamenflora). — Jahresbericht der Naturforschenden Gesellschaft Graubündens n. F. 11: 183–188. (1866).
- Lebermoose (unter: Beiträge zur bündnerischen Kryptogamenflora). — Jahresbericht der Naturforschenden Gesellschaft Graubündens n. F. 11: 189–200. (1866)
- Die Arsenhaltigen Säuerlinge von Val Sinestra bei Sins (Unterengadin). Casanova, Chur, 1876.
- Die Flora des Unterengadins. Beilage zum XXXI Jahresbericht der Naturforschenden Gesellschaft Graubündens. Casanova, Chur, 1888.